# Croix Feu Jamin

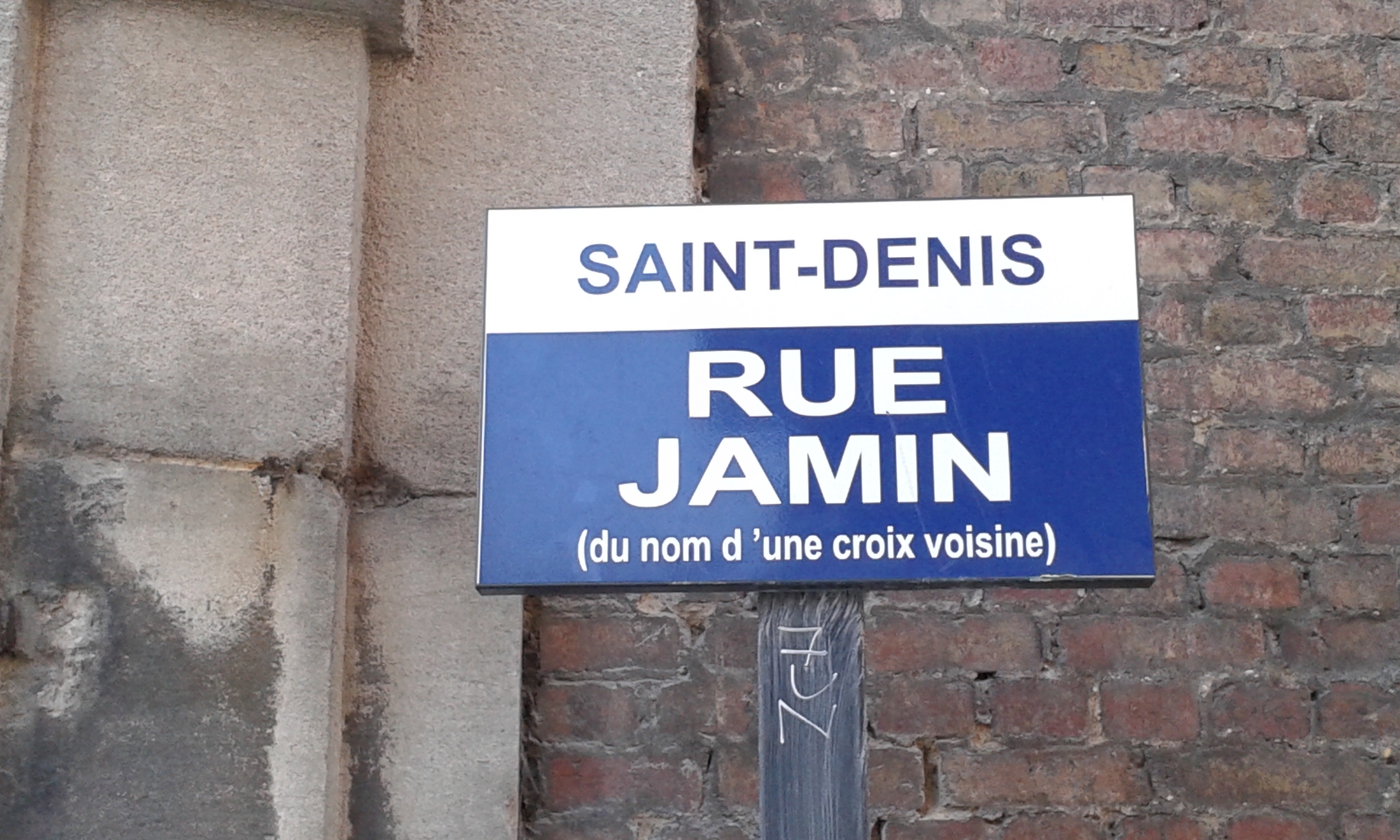
Plaque en émail de la rue Jamin, à Saint-Denis

La croix Feu Jamin (ou croix Feu Jasmin) est un lieu-dit sur l'emplacement d'une croix de carrefour du 19e arrondissement de Paris, située au carrefour du chemin des Vertus et de la sente du Goulet, ou chemin d'Aubervilliers à Paris.
Dans un acte de délimitation du territoire de La Chapelle et d'Aubervilliers, datant du 15 mars 1307, il est fait mention à cet endroit d'une croix feu Jehannin.
Elle est encore attestée au début du XVe siècle.
Elle est visible sur les plans-terriers de 1704-1705, et sur le plan de Roussel de 1731, sous le nom de croix Blanche.
Comme la croix de l'Évangile, elle est située sur le Chemin de Notre-Dame des Vertus, du pèlerinage de Notre-Dame-des-Vertus, menant de l'église Saint-Denys de la Chapelle à l'église Notre-Dame-des-Vertus d'Aubervilliers.
Bien que le lieu-dit de ce nom s'étendait jusqu'à ce qui est aujourd'hui le 90, avenue du Président-Wilson, anciennement chemin de Paris, puis avenue de Paris, son emplacement précis était au croisement de la rue de la Haie-Coq et de la rue de la Gare à Aubervilliers,.
Elle a donné son nom à la rue Jamin, à Saint-Denis.